# John F. Kennedy: Years of Lightning, Day of Drums
Pour plus de détails, voir Fiche technique et Distribution.
John F. Kennedy: Years of Lightning, Day of Drums est un film américain documentaire, sorti en 1965.

## Fiche technique
- Titre : John F. Kennedy: Years of Lightning, Day of Drums
- Réalisation : Bruce Herschensohn
- Production : George Stevens Jr.
- Pays d'origine : États-Unis
- Genre : documentaire
- Date de sortie : 1965

## Distribution
- Gregory Peck : Narrateur (voix)
- Maximilian Schell : Narrateur allemand

## Récompense
- National Board of Review: Top Ten Films 1966